# Tyler Read
Tyler Read is een zuidelijke Amerikaanse rockband uit Shreveport, Louisiana. De band begon met de neven Brandon Johnson en Josh Johnson, die als tieners samen jamden in een kleine schuur in de tuin van hun grootmoeder. Met Josh op zang/leadgitaar, zijn broertje Jordan op drums en Brandon op bas begon het begin van iets geweldigs. De band zou zijn vernoemd naar Brandon, Josh en de andere babyneef van Jordan (niet in de band), Tyler Reed. De jongens probeerden onder meer websites te vinden en beseften dat de naam Tyler Reed met twee e's al in gebruik was, vandaar dat ze het nu als Read spellen. Kort nadat de band was opgericht, werden ze vergezeld door vriend Jeb Whitley, die gedurende een jaar of meer de zang zou verzorgen bij shows en op sommige nummers die nooit officieel voor het publiek werden uitgebracht en op hun eerste professioneel geproduceerde cd Angel and Demons. Tyler Read had twee van hun nummers op de soundtrack van de onafhankelijke horrorfilm The School in the Woods (2010). De themasongs van de film zijn geschreven en uitgevoerd door Chris Rimmer van Tyler Read. De band toerde internationaal met acts als Puddle of Mudd, Chevelle, Pillar, Neurosonic, Saving Abel, Since October, The Butterfly Effect en meer.

## Bezetting
Huidige bezetting
- Josh Johnson
- Jordan Johnson
- Brandon 'Nacho' Johnson
- Chris Rimmer
- Brent Skinner

Voormalige leden
- Chris McPeters
- Jeb Whitley

## Discografie
- 2003: Angels And Devils
- 2004: Ghosts By Comparison
- 2005: The Light, The Glass, The Transparency
- 2007: Only Rock And Roll Can Save Us Now
- 2009: Hallelujiaville